# Java (spil)
 For alternative betydninger, se Java. (Se også artikler, som begynder med Java)
Java er et brætspil af designertypen. Det er designet af Wolfgang Kramer og Michael Kiesling og indgår i deres Mask Trilogy, som også omfatter Tikal og Mexica. Spillet blev udgivet i 2000 af Ravensburger på tysk og Rio Grande Games på engelsk.
| Spil | Spire Denne artikel om spil eller lege er en spire som bør udbygges. Du er velkommen til at hjælpe Wikipedia ved at udvide den. |